# Gordon Banks
Gordon Banks (Sheffield, 30 december 1937 – Stoke-on-Trent, 12 februari 2019) was een Engels doelman. Hij stond bekend als een van de beste doelmannen ter wereld en kreeg in de Britse pers de bijnaam 'The Banks of England'. Tussen 1966 en 1971 werd hij vijfmaal achtereen uitgeroepen tot FIFA Doelman van het jaar.

## Carrière
Banks begon zijn carrière in 1955 bij Chesterfield FC. Daar speelde hij tot 1958. Toen verhuisde Banks naar Leicester City, waarvoor hij in acht seizoenen in totaal 293 wedstrijden speelde. Met Leicester bereikte Banks zowel in 1961 als in 1963 de finale van de FA Cup, maar daarin zou de club botsen op Tottenham Hotspur en Manchester United.
In 1966 ging hij naar Stoke City, waar hij in 1972 zijn spelerscarrière noodgedwongen moest afsluiten. Op 22 oktober 1972, toen de beste doelman van de wereld net de prijs van de British Football Writers Association had gekregen, raakte Banks betrokken bij een ernstig auto-ongeval. De populaire doelman raakte aan het rechteroog blind en keerde nooit meer terug op topniveau.
In 1977 maakte Banks zijn comeback bij het Amerikaanse Fort Lauderdale Strikers. Hij beëindigde zijn carrière in 1978.
Banks speelde in totaal 549 competitiewedstrijden en verzamelde 73 caps voor de Engelse nationale ploeg. Met deze nationale ploeg won Banks in 1966 het wereldkampioenschap voetbal in eigen land, en vier jaar later, in 1970, bereikten ze de kwartfinale. Zijn magistrale redding op een kopbal van Pelé op dit WK wordt beschouwd als een van de mooiste ooit in de geschiedenis van het voetbal én de wereldbeker.

## Trivia
- Banks heeft een wedstrijd gespeeld waarin hij geen enkele redding heeft moeten verrichten. De bewuste wedstrijd was een kwalificatiewedstrijd voor het EK van '72, op 12 mei 1971 tegen Malta.[1] Engeland won de wedstrijd met 5-0. Banks raakte de bal enkel toen zijn ploegmaten op hem terugspeelden.

## Erelijst
Als speler
 Leicester City
- Football League Cup: 1963/64

 Stoke City
- Football League Cup: 1971/72

 Engeland
- Wereldkampioenschap voetbal: winnaar in 1966
- Europees kampioenschap voetbal: derde in 1968
- British Home Championship: winnaar in 1963/64 (gedeeld), 1964/65, 1965/66, 1967/68, 1968/69, 1969/70 (gedeeld), 1970/71, 1971/72

Individueel
- FIFA Doelman van het Jaar: 1966, 1967, 1968, 1969, 1970, 1971
- FIFA World Cup All-Star Team: 1966
- Officier in de Orde van het Britse Rijk: 1970
- Daily Express Sportsmen of the Year: 1971, 1972
- FWA Footballer of the Year: 1972
- Football League 100 Legends
- NASL Goalkeeper of the Year: 1977
- FIFA 100: 2004
- PFA Team of the Century (1907–1976): 2007